# セザール・ルワガサナ
セザール・ルワガサナ（César Rwagasana）は、ルワンダの競泳選手。
2000年、ルワンダ初のパラリンピック代表としてシドニーパラリンピックに出場した。同時に同大会に派遣された唯一のルワンダ代表でもあった。50m自由形（カテゴリーS10）に出場し、予選2組で42.39秒の記録を残したが、これは6位の選手に遅れること13.7秒の最下位（7位）となる記録であった。この記録は、パラリンピックにおいてルワガサナが残した唯一の記録となった。
2000年10月24日のデイリー・テレグラフでは、ルワガサナ自身が右足の障害は生まれつきのものであると語ったとしており、練習場所はタンガニーカ湖であったとされた。後に、2001年のジャパンタイムズでは、ルワンダ紛争で左足を失ったと報道された。2005年の毎日新聞によれば、練習場所はホテルが有していた22mのプールで、左足は紛争時に手榴弾によって失われたものであった。なお、代表選考時点で義足製作の学習を練習と平行して行っており、後に製作責任者となっている。